# (1691) Oort
(1691) Oort es un asteroide perteneciente al cinturón de asteroides descubierto por Karl Wilhelm Reinmuth el 9 de septiembre de 1956 desde el observatorio de Heidelberg-Königstuhl, Alemania.

## Designación y nombre
Oort recibió inicialmente la designación de 1956 RB.
Más adelante se nombró en honor del astrónomo neerlandés Jan Hendrik Oort (1900-1992).

## Características orbitales
Oort orbita a una distancia media del Sol de 3,17 ua, pudiendo acercarse hasta 2,626 ua y alejarse hasta 3,715 ua. Su excentricidad es 0,1718 y la inclinación orbital 1,079°. Emplea 2062 días en completar una órbita alrededor del Sol.